# Crateromys
A Crateromys az emlősök (Mammalia) osztályának a rágcsálók (Rodentia) rendjébe, ezen belül az egérfélék (Muridae) családjába tartozó nem.

## Rendszerezés
A nembe az alábbi 4 faj tartozik:
- Dinagat-szigeti ködpatkány (Crateromys australis) Musser, Heaney, & Rabor, 1985
- Crateromys heaneyi Gonzales & Kennedy, 1996
- mindorói ködpatkány (Crateromys paulus) Musser & Gordon, 1981
- luzoni ködpatkány (Crateromys schadenbergi) Meyer, 1895 – típusfaj